# Униженные и оскорблённые (фильм, 1991)
«Униженные и оскорблённые» — фильм советского режиссёра Андрея Эшпая. Экранизация одноимённого романа Ф. М. Достоевского.

## Сюжет
Действие фильма происходит в Санкт-Петербурге. Повествование ведётся от лица начинающего литератора Ивана Петровича (Вани), приёмного сына в семье Ихме́невых. Наташа Ихменева влюблена в Алёшу Валковского, отец которого находится в конфликте с её отцом. Ранее отец Наташи, Николай Ихменев, работал управляющим у князя Валковского, однако тот необоснованно обвинил его в хищениях. В суде князь Валковский выиграл дело, добившись того, что Ихменев был признан виновным. Николай Ихменев был вынужден выплатить 10 тысяч рублей, в результате его семья оказывается в крайней бедности.
Отношения Алёши Валковского и Наташи построены так, что он одновременно встречается с дочерью богатого купца Катей, при этом Наташа знает об этом. Алёша Валковский, слабохарактерный и легкомысленный молодой человек, искренне любит Наташу. Князь Валковский заинтересован в женитьбе сына на Кате (речь идёт о 3-х миллионах приданого). Наташа уходит из дома родителей, чтобы жить в квартире, снятой для неё Алёшей. Отец Наташи болезненно воспринимает её уход к сыну своего врага, считая это позором, и проклинает дочь. Сам Иван, который влюблён в Наташу, помогает им и часто навещает Наташу, бывая свидетелем их встреч.
Иван живёт в небольшой квартире на чердаке, которую ранее снимал умерший недавно старик. В один из дней к нему приходит оборванная 12-летняя девочка, которая ищет дедушку. После её повторного прихода Иван незаметно следует за ней, узнав, что Лена является сиротой, которая после смерти матери живёт у некой Бубновой — хозяйки многоквартирного дома, где они снимали комнату. Бубнова оскорбляет и избивает девочку, доводя её до припадка. Иван пытается вмешаться, но его прогоняет дворник. На улице Иван встречает старого знакомого Маслобоева, который является частным сыщиком. Маслобоев знает о Бубновой и сообщает, что та приютила девочку с неблаговидными целями. Вечером Маслобоев и Иван приходят домой к Бубновой, которая пыталась использовать девочку, продавая её как проститутку. Маслобоев задерживает клиента девочки, Иван поселяет её у себя. Лена просит называть её Нелли, как называла её мать. По словам врача, у Нелли больное сердце, и она скоро умрёт.
Неожиданно князь посещает Алёшу с Наташей, давая им разрешение жениться. Однако он сделал это с расчётом на то, что затем Алёша ближе сойдётся с Катей. Постепенно Наташа догадывается о лицемерии князя. Иван узнаёт от Маслобоева эпизод из жизни князя. Несколько лет назад тот соблазнил дочь коммерсанта, уговорив её бежать с ним и выкрасть ценные бумаги отца. Её отец разорился, а Валковский под надуманным предлогом бросил беременную девушку. Вскоре князь приглашает Ивана в ресторан, где во время беседы раскрывает своё истинное лицо. Он предстаёт беспринципным и коварным человеком, издеваясь над чувствами сына и Наташи, а также предлагая деньги Ивану, чтобы тот сам женился на ней.
Князь Валковский вынуждает Алёшу сопровождать Катю во время поездки в деревню. Наташа чувствует, что Алёша склоняется к женитьбе на Кате. Отвергнутая отцом и потерявшая любимого, она глубоко переживает. С помощью Нелли Иван уговаривает Николая Ихменева простить Наташу. В финале фильма Нелли умирает. Перед смертью она просит передать князю Валковскому, что его дочь умерла и не простила его.

## В ролях
- Настасья Кински (озвучивала Анна Каменкова) — Наташа Ихменева
- Никита Михалков — князь Валковский
- Анастасия Вяземская — Нелли (Лена)
- Сергей Перелыгин — Иван Петрович
- Виктор Раков — Алёша Валковский
- Александр Абдулов — Маслобоев
- Людмила Полякова — Анна Ихменева
- Борис Романов — Николай Ихменев
- Хайнц Браун — доктор
- Валентина Клягина — Мавра
- Ольга Прокофьева — Александра Семёновна
- Варвара Шабалина — Анна Трифоновна Бубнова
- Александр Рахленко
- Виктор Терехов — дворник
- Игорь Игнатов

## Производство
Фильм был закончен в 1990 году (согласно титрам на DVD-версии), премьера состоялась в декабре 1991 года. Продюсером фильма выступил муж Настасьи Кински Ибрагим Мусса.
Позднее в своём интервью 2004 года Кински говорила, что во время работы съёмочная группа испытывала недостаток продовольствия: «я работала в Москве в интересное время. Тогда президентом был Михаил Горбачёв. Нигде не было еды». Кински вспоминала, что к концу съёмок было открыто заведение McDonald’s, но очередь была такой длины, что не было видно, где она кончается. По её словам, были дни, когда кроме картофеля не было другой еды. Актриса отметила, что несмотря на трудности она нашла новых друзей, сказав, что любит российскую культуру, искусство и народ.
Кински говорила по-английски, её роль затем была переозвучена Анной Каменковой. Виктор Раков, игравший Алёшу Валковского, позднее вспоминал о сценах, где он целуется с персонажем Кински: «в общем-то, делал это не без удовольствия», отметив, «она в некотором смысле была не в своей тарелке, такое было ощущение. А когда женщина не в своей тарелке, с ней трудно наладить контакт».
Костюмы для Кински были заказаны в итальянской мастерской GP-11. Элеонора Маклакова, работавшая художником по костюмам, вспоминала, что денег хватило только на заказ одного костюма, остальные были сшиты в подшивочном цехе киностудии им. Горького. «Кински, утверждённая на роль уже после начала съёмок, относилась к костюмам по-западному дисциплинированно, безропотно, не шелохнувшись, стояла всё время примерки. У неё был необычный корсет, на который делалось „тельце“ — грудка, бёдра и требовался он только для затягивания талии. Во время съёмок Кински никогда корсет не расшнуровывала, даже на обед, ходила в нём целый день».
В 2007 году режиссёр, вспоминая участие Кински в фильме, сказал: «многие излишне русофильски настроенные люди меня критиковали за то, что снималась нерусская актриса».

## Создатели
- Автор сценария — Александр Володин
- Режиссёр — Андрей Эшпай
- Оператор-постановщик — Сергей Юриздицкий, Александр Казаренсков
- Звукооператор — Александр Коняев
- Художник-постановщик — Виктор Власков
- Художники по костюмам — Элеонора Маклакова, М. Фёдорова
- Художник-гримёр — Луиза Мачильская
- Директор фильма — Михаил Литвак